# Veliki burnjak
Veliki burnjak je vrsta morske ptice iz roda Macronectes iz porodice zovoja. Jedna je od najvećih morskih ptica oceana. Prvi put ju je opisao Johann Friedrich Gmelin 1789. na temelju uzoraka iz Ognjene zemlje i otoka Isla de los Estados. Duga je 86-99 cm, a ima raspon krila 185-205. Visoka je oko 1 m. Mužjak je najčešće težak 5 kg, a ženka 3-8 kg. Ova ptica ima veliki žuti kljun sa zelenim vrhom, a noge su joj sivkastosmeđe. Hrani se lignjama, krilom, kozicama i strvinama. Životni vijek ovih ptica je 30 godina. Pve ptice pomalo sliče na albatrose, ali imaju kraća krila od njih.

## Razmnožavanje
Ove ptice su spolno zrele sa 6-7 godina. Međutim, uglavnom se prvi put gnijezde s 10 godina. Sezona gniježdenja počinje u listopadu, te ptice se gnijezde u velikim kolonijama na otocima ili blizu obale. Gnijezdište je napravljeno od sitnih kamenčića, mahovine ili trave. Polažu jedno bijelo jaje iz kojega se izlegne ptić za 55-66 dana.                                                                                            

## Populacija
Nije poznato ima li grabežljivaca koji napadaju ove ptice, a velika su im prijetnja ribarske mreže, jer se kreću blizu ribarskih brodova. 1980-ih i 1990-ih populacija ove vrste je naglo pala, ali kasnije se dosta povećala. Procijenjuje se da se 2000-4000 ovih ptica uhvati u ribarske mreže. Procijenjena populacija ovih ptica iz 2008. je 97 000.

## U poštanskim markama
Nekoliko država i nesamostalnih teritorija je izdalo poštanske marke sa slikom ove ptice. To su Argentina (1980. i 1986.), Britanski Antarktički teritorij (2005.), Maldivi (2007.), Južna Georgia i otočje Južni Sandwich (1987. i 2006.), Sveta Helena (1993.), Tanzanija (1999.), Tristan da Cunha (2000.), Čile (2001.) i Francuski južni i antarktički teritoriji (1986.)